# Saison 2015-2016 du Nîmes Olympique
Maillots
Chronologie
Saison précédente Saison suivante
La saison 2015-2016 du Nîmes Olympique est la vingt-huitième saison de l'histoire du club gardois en championnat de France de deuxième division, la quatrième consécutive au sein de l'antichambre de l’élite du football français.
L'équipe est dirigée pour la deuxième saison consécutive par José Pasqualetti, qui occupe le poste d'entraîneur depuis juin 2014. Il a alors pour mission de maintenir le club avec une pénalité de huit points à la suite de l'affaire des matchs présumés truqués de la saison précédente. Lassé par le contexte, il est remplacé en novembre 2015 par Bernard Blaquart.
Cette nouvelle saison fait suite à une saison sportivement moyenne et difficile d'un point de vue extra-sportif après la mise en examen de plusieurs dirigeants. Nommé en novembre 2014, le président Christian Perdrier tente de redorer l'image du club et l'objectif pour la saison est le maintien en Ligue 2. Malgré des moyens limités, les Crocodiles parviennent à faire une excellente deuxième partie de saison et ne sont finalement pas relégués.
Ce regain de forme s'accompagne d'une affluence plus importante au stade, de retours victorieux célébrés à la gare de Nîmes, d'une image plus positive et d'un élan autour du club. Ce début de nouveau cycle aboutira à la montée du club en première division en 2018.

## Avant saison

### Objectif du club
La saison 2014-2015 du Nîmes Olympique s'est soldée pour le club nîmois par une treizième place en championnat avec six points d'avance sur le premier relégué, l'US Orléans. Partant avec un handicap de huit points à la suite de l'affaire des matchs présumés truqués lors de la saison 2013-2014, la direction du club vise clairement pour cette saison le maintien en Ligue 2. José Pasqualetti, l'entraîneur, espère dès cette saison entamer « un nouveau cycle afin d'accéder à la Ligue 1 à moyen terme », tout en affirmant que celle-ci « sera longue et difficile ». Christian Perdrier, le président, considère qu'il faut « 50 points à aller chercher pour le maintien », s'attend à « une saison compliquée, une saison de transition pour redonner une certaine virginité au club ». L'attaquant Toifilou Maoulida espère ainsi « relever le dernier défi de (sa) carrière » en évoquant un éventuel maintien du club gardois à l'issue de la saison.

### Transferts

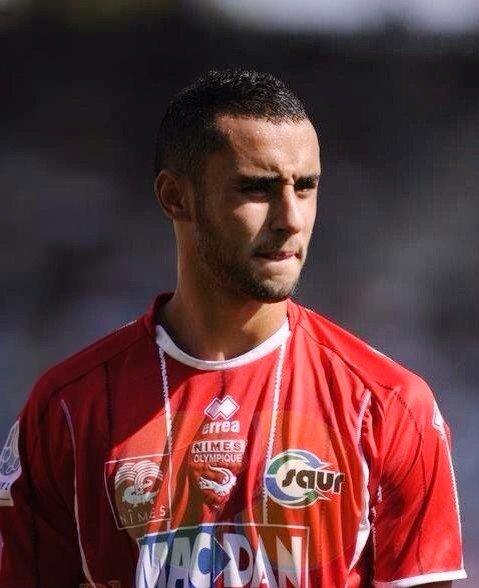
Formé et présent au club depuis 2001, Abdel Malik Hsissane est laissé libre.

Le marché estival des transferts est marqué pour le Nîmes Olympique par plusieurs mouvements de joueurs. La gestion de celui-ci est en partie confiée à Laurent Boissier et Henri Atamaniuk, conseillers sportifs du club,.
Au niveau des départs, Panayótis Vlachodímos, prêté six mois par l'Olympiakos, y retourne avant de s'engager pour le Panathinaïkós en janvier 2016. Après avoir été prêté durant une saison, l'attaquant Alexandre Mendy revient à l'OGC Nice. N'étant pas prolongés, sept joueurs quittent le club : Mathieu Robail, qui s'était vu proposer un bail de deux saisons supplémentaires avec Nîmes, rejoint finalement le CA Bastiais (National); Riad Nouri s'engage pour deux ans avec l'AC Ajaccien (Ligue 2); Abdelhakim Omrani signe aux Chamois niortais pour une année, de même pour Jonathan Parpeix avec l'Apollon Smyrnis (Football League). Moins utilisés durant la saison précédente, Romain Sartre et Nenad Kovačević rejoignent respectivement le FC Villefranche Beaujolais (CFA) et le FK Zemun (Prva Liga),. Formé au club, Abdel Malik Hsissane est également laissé libre de tout contrat.
Du côté des arrivées, deux joueurs sont de retour de prêts du CA Bastiais (National). Il s'agit de Renaud Ripart et de Mohamed Benyahia, tous deux formés au club : le premier, sous contrat jusqu'en juin 2016, décide de rester au club malgré le faible temps de jeu annoncé par José Pasqualetti; le second quitte cependant le Nîmes Olympique et rejoint pour deux ans, le MC Oran qui évolue en Division 1 algérienne. Florian Fabre (GFC Ajaccio), né à Nîmes et supporter du club, ainsi que Rémi Sergio (US Marseille Endoume), détecté la saison précédente par José Pasqualetti durant un match de coupe face au NO, sont les premières recrues de l'intersaison. Testé durant la première semaine de juillet, le Camerounais Fabien Tchenkoua voit son essai se conclure par une signature de deux saisons avec le club gardois. International comorien, Nasser Chamed s'engage pour la même durée en provenance du LB Châteauroux, relégué en National à l'issue de la saison 2014-2015. Durant le premier match amical d'avant-saison face à l'AC Arles-Avignon, le milieu Téji Savanier est repéré par les dirigeants nîmois : à la suite du dépôt de bilan du club provençal, il s'engage un mois plus tard pour une année reconductible avec les Crocodiles,. Lors du dernier jour de la période d'été des transferts, le NO engage trois nouveaux joueurs : l'attaquant Steve Mounié et le défenseur Jérôme Guihoata, internationaux béninois et camerounais, sont prêtés respectivement par le Montpellier HSC et le Valenciennes FC; Adil Hermach (Al-Wahda), finaliste de la Coupe Gambardella 2003-2004, retrouve son club formateur onze ans après l'avoir quitté. Son choix est notamment motivé par de graves problèmes de santé touchant son père, duquel il désire se rapprocher. Enfin, plusieurs joueurs signent un premier contrat professionnel : Clément Depres et Sylvain Coco pour une saison, Antonin Bobichon et Théo Valls pour trois.

### Préparation d'avant-saison
Le Nîmes Olympique n'effectue aucun stage de préparation en dehors du domaine de La Bastide (centre d'entraînement du club), à l'instar de la saison précédente. Les Crocodiles disputent le 4 juillet 2015 à Langlade une première rencontre amicale contre l'AC Arles-Avignon qui se conclut par un match nul, un but partout. Une semaine plus tard, le NO s'incline 2-0 face au Toulouse FC, pensionnaire de Ligue 1, avec des buts inscrits par Wissam Ben Yedder et Martin Braithwaite. Après ce match amical, le groupe nîmois poursuit sa préparation contre trois équipes évoluant en National : le 15 juillet face à l'AS Béziers (1-1), le 18 juillet face au GS Consolat (1-1) puis conclut son avant-saison par une victoire face au CA Bastiais et un doublé de Maoulida (2-1).

## Compétitions

### Championnat
La saison 2015-2016 de Ligue 2 est la soixante-seizième édition du Championnat de France de football de deuxième division et la quatorzième sous l’appellation « Ligue 2 ». La division oppose vingt clubs en une série de trente-huit rencontres. Les trois meilleurs de ce championnat sont promus en Ligue 1 alors que les trois derniers sont relégués en National. Le Nîmes Olympique évolue pour la vingt-huitième fois en deuxième division de son histoire et la quatrième consécutive depuis la saison 2012-2013.

#### Des débuts poussifs - Journées 1 à 8
Le Nîmes Olympique commence officiellement sa saison le 31 juillet 2015 par la réception de l'Évian TGFC au Stade des Costières. Malgré une domination globale, les Crocodiles ne parviennent pas à convertir leurs différentes occasions procurées sur une pelouse endommagée et voient la rencontre soldée par un score nul et vierge.
Pour la rencontre suivante, le déplacement au Stade brestois voit les premiers buts concédés par la défense nîmoise, tous deux sur coups pieds arrêtés : d'abord sur un coup franc de Bryan Pelé, puis sur un penalty converti par Bruno Grougi en fin de rencontre. Les Gardois, notamment dominés en milieu de terrain, concèdent ainsi leur première défaite (2-0).

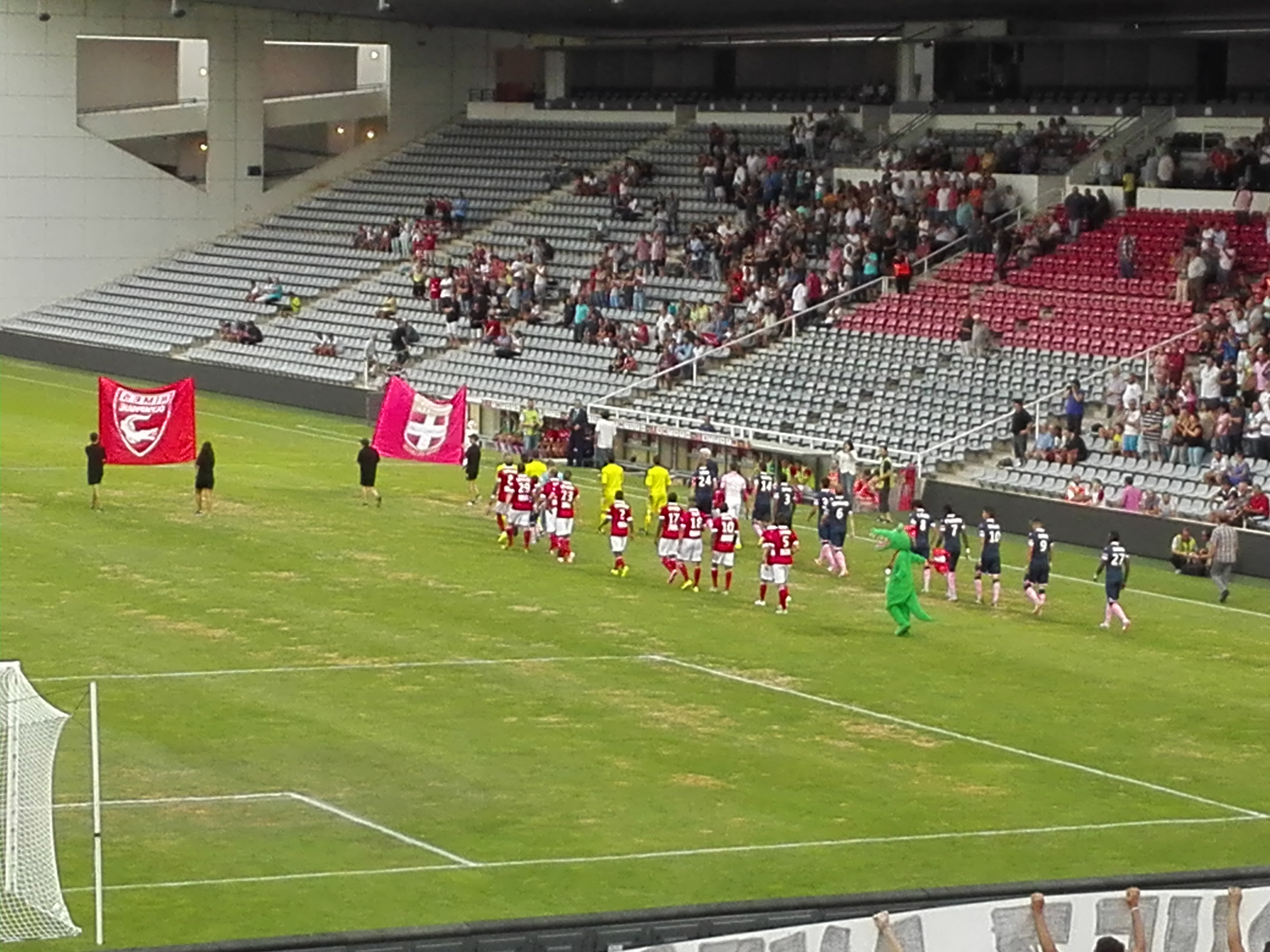
Entrée des joueurs au Stade des Costières lors de la 1re journée face à l'Évian Thonon Gaillard.

Au stade Gabriel-Montpied, terrain de jeu du Clermont Foot, le Nîmes Olympique enchaîne un troisième match d'affilée sans marquer. Les Nîmois se procurent pourtant une dizaine d'occasions notamment par Toifilou Maoulida qui frappe sur le poteau puis par Anthony Koura qui reprend la frappe de ce dernier en position de hors-jeu. Le Nîmes Olympique se fait sanctionner à l'entame de la deuxième période par Famara Diedhiou sur penalty, faisant suite à une main d'Anthony Marin dans sa surface. Le Clermont Foot s'impose donc par la plus petite des marges.
Pour le compte de la quatrième journée, le Nîmes Olympique reçoit le leader invaincu l'AS Nancy-Lorraine. Disputée exceptionnellement un samedi après-midi, la rencontre voit les Crocodiles ouvrir la marque au quart d'heure de jeu par Florian Fabre à la suite d'un coup franc de Rémi Sergio. Les visiteurs égalisent cinq minutes plus tard par l'intermédiaire de Maurice-Junior Dalé. Après des débats équilibrés durant la partie, celle-ci s'emballe à l'approche de son terme : les locaux prennent de nouveau l'avantage grâce à Téji Savanier puis voit l'ASNL revenir au score par une réalisation du récent champion d'Europe des moins de 17 ans, Faitout Maouassa (2-2).
Malgré un match en Coupe de la Ligue trois jours auparavant, l'AJ Auxerroise réussit à s'imposer à domicile au terme de la journée suivante face au NO. En effet, les Icaunais prennent l'avantage en première période par Alexandre Vincent. Pourtant emmenés par une attaque de cinq joueurs recrutés à l'intersaison, les Gardois n'arrivent pas à éviter une nouvelle défaite en championnat (1-0).
Quinze jours plus tard, le Nîmes Olympique reçoit l'AC Ajaccien. Après s'être imposés en match amical face au GFC Ajaccio (Ligue 1) la semaine précédente, les Crocodiles doivent concéder un nouveau partage de points malgré de nombreuses absences pour l'équipe corse. Handicapées par un terrain en « piteux état », les deux équipes n'inscrivent aucun but.
La rencontre suivante, l'ailier gauche Ousmane Cissokho est convoqué au sein du groupe nîmois, six mois après son dernier match. Malgré son entrée en fin de partie, il ne peut empêcher une quatrième défaite d'affilée à l'extérieur face aux Chamois niortais : Féthi Harek étant expulsé en première mi-temps, l'arrière-garde nîmoise subit et craque en deuxième période à la suite d'une tête sur corner de l'attaquant camerounais Ande Dona Ndoh (1-0). C'est le cinquième match d'affilée de la saison (en compétition officielle) hors de ses bases que le Nîmes Olympique perd et termine sans marquer le moindre but.
Jouée en milieu de semaine, la rencontre disputée pour la huitième journée s'avère frustrante pour le club languedocien qui affronte le Paris Football Club, toujours invaincu. D'abord menés à la suite d'une réalisation de Romain Grange, les Crocodiles égalisent à l'entame de la seconde période par Fabien Barrillon à la suite d'un corner tiré par Téji Savanier. Très actifs et ayant l'emprise du jeu jusqu'au bout de la partie, les locaux se voient ainsi récompensés d'un penalty dans le temps additionnel : l'occasion de remporter un premier match est manquée par Toifilou Maoulida, qui voit sa tentative repoussée par le gardien parisien Alexis Thébaux (1-1).
À l'issue de ces premières journées, le Nîmes Olympique est encore avec un solde  de points négatifs au classement (-4), n'a connu aucune victoire et est toujours à la vingtième place du classement, à huit points derrière les équipes qui le précèdent.

#### Les premières victoires - Journées 9 à 14
Seule équipe encore invaincue avec le Paris FC, le Football Club de Metz, meilleur défense du championnat et deuxième au classement , reçoit le Nîmes Olympique lors de la neuvième journée. Les bonnes intentions gardoises de la première mi-temps sont mal récompensées : les grenats marquent grâce à l'international portugais André Santos avant la pause. Dès la reprise, les visiteurs subissent la pression des locaux mais arrivent à revenir au score par Steve Mounié qui reprend un centre de Sergio. Dans la foulée, Cissokho permet au Nîmes Olympique d'obtenir le premier succès de sa saison après un corner de Téji Savanier qu'il reprend de la tête (2-1). Cette victoire au Stade Saint-Symphorien est une première en championnat pour le club depuis 42 ans.

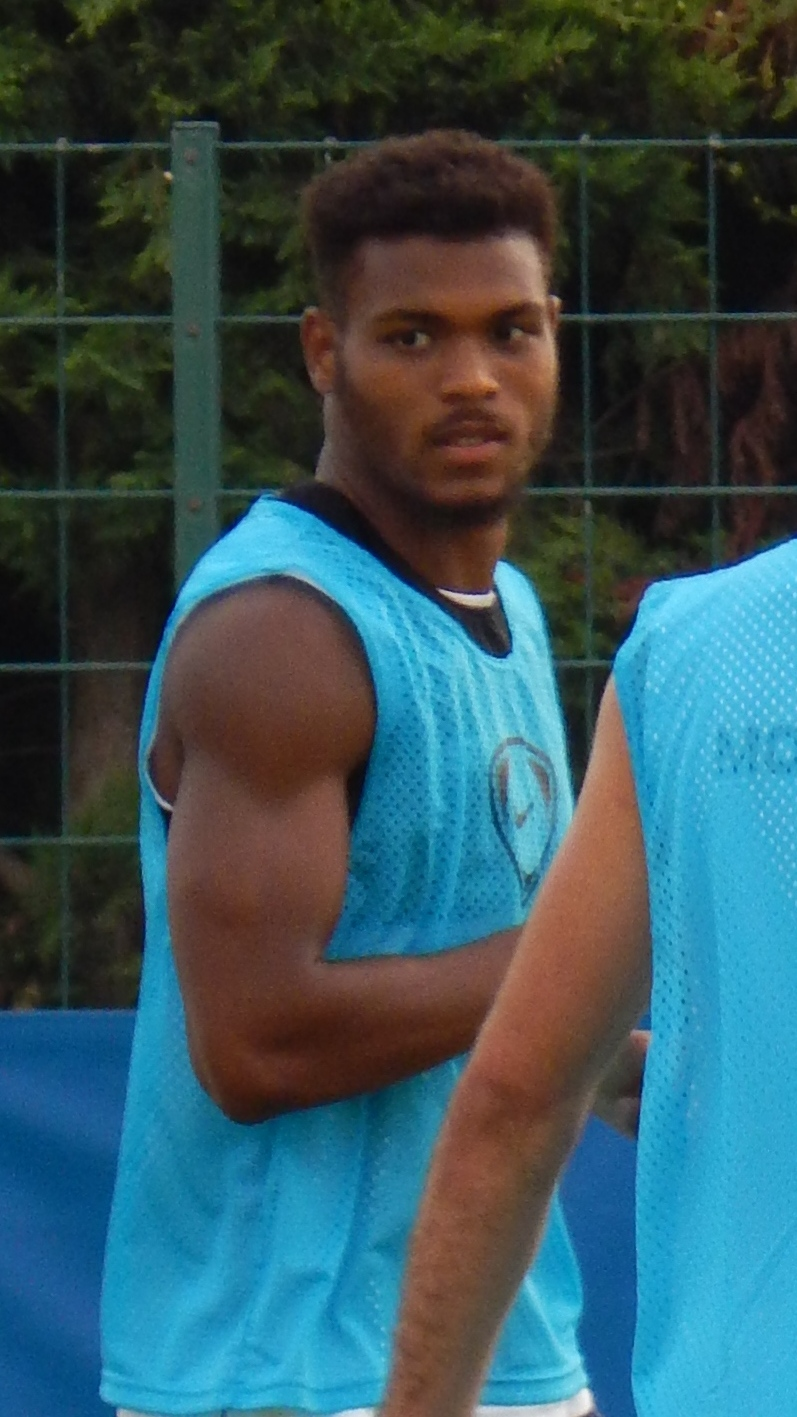
Steve Mounié, buteur à trois reprises entre la 9e et la 13e journée.

La rencontre suivante, les Nîmois accueillent le Red Star FC sans Toifilou Maoulida ni Féthi Harek, joueurs cadres du groupe mais « victimes » collatérales du succès acquis à Metz où ils n'étaient alors pas présents. Après une heure de jeu et fort de quatre matchs successifs sans concéder de but, l'équipe audonienne est la première à marquer sur une contre-attaque conclue par le défenseur Julian Jeanvier. Les locaux réagissent rapidement par un centre de Jérémy Cordoval, repris victorieusement de la tête par Steve Mounié (1-1). Faisant face à un bloc défensif bien regroupé, les Crocodiles se contentent d'un point qui leur permet d'effacer les huit points de pénalité infligés en début de saison et de ne plus être « négatifs ».
Pour le compte de la onzième journée, le Football Bourg-Péronnas, promu bien engagé pour le maintien (cinquième au classement), dispute sa dernière rencontre au Stade Jean-Laville de Gueugnon. Le Nîmes Olympique, pourtant dominateur, annihile fortement ses chances de victoire à l'issue du premier d'acte : tout d'abord sur un tir puissant de Jason Berthomier où Mathieu Michel ne peut que s'incliner, puis à cause d'une expulsion directe de Marin sur un duel aérien. Malgré une tentative sur penalty repoussée par Mathieu Michel, l'avance des Burgiens s'accroît lorsque Pape Sané et Moulaye Idrissa Ba aggravent successivement le score. Les Nîmois n'abdiquent pas et voient Fabien Tchenkoua, rentré à l'heure de jeu, inscrire un premier but puis se procurer un penalty, transformé par Téji Savanier. Revenus à un but d'écart, les visiteurs s'inclinent finalement quatre buts à deux à la suite de la huitième réalisation de la saison de Pape Sané, deuxième meilleur buteur du championnat.
Contre le Dijon FCO, qui a « deux classes d'écart » avec son équipe d'après José Pasqualetti, les Crocodiles parviennent à accrocher une équipe deuxième au classement mais onzième à l'extérieur. En solitaire, Anthony Koura marque dès la cinquième minute. Malgré de nombreuses interventions salvatrices de Michel, le club bourguignon impose sa loi durant l'intégralité de la première période et égalise à la fin de celle-ci par le défenseur Cédric Varrault. Malgré leur possession du ballon sur le restant de la rencontre, les joueurs Côte-d'Oriens ne parviennent pas à battre de nouveau le gardien nîmois (1-1) et qui preuve de sa solide prestation, reçoit la note de 8 dans France Football.
Lors de la journée suivante, le Nîmes Olympique se rend dans l'antre de l'US Créteil-Lusitanos, dirigée par l'ancien entraîneur nîmois Thierry Froger. Désireux d'aller en région parisienne afin « d'y gagner », José Pasqualetti décide de réintégrer Jonathan Lacourt au sein de l'équipe titulaire qu'il n'avait plus connue depuis huit mois. Ce dernier se montre le premier dangereux durant une rencontre terne. Malgré l'expulsion de Rafaël Dias dès l'entame de la seconde mi-temps, L'US Créteil trouve la faille par l'international malgache Faneva Andriatsima. Par la suite, Steve Mounié, ayant déjà trouvé le poteau, réussit à égaliser sur un service de Jérémy Cordoval. Usés par leur infériorité numérique, les Val-de-Marnais rompent à la 87e minute : sur une tentative de Toifilou Maoulida repoussée par le gardien cristolien Yann Kerboriou, Anthony Koura reprend victorieusement cette dernière et permet au NO de glaner son deuxième succès.
La prochaine rencontre offre la possibilité au club gardois de remporter son premier match à domicile. Cependant, le FC Sochaux-Montbéliard, coaché par Albert Cartier depuis un mois, contraint les Gardois à s'incliner de nouveau. Malgré une domination de ses coéquipiers durant la première période, le défenseur Adolphe Teikeu est contraint à la faute sur Steve Mounié dans la surface de réparation mais ce dernier rate sa tentative à la suite de l'arrêt du gardien sochalien Olivier Werner. Le club franc-comtois concrétise logiquement sa maîtrise et marque à la 50e minute par Sekou Cissé de la tête sur corner, qui réitère à la 84e minute sur une passe de Moussa Sao (2-0). Conspué à sa sortie par le public nîmois, José Pasqualetti dirige ainsi son dernier match en championnat avec le Nîmes Olympique, qui se retrouve ainsi à dix points de son adversaire du soir, premier non relégable. L'AC Ajaccien, dix-neuvième et avant-dernier, est à sept points devant le NO.

#### Le changement d'entraîneur et une fin d'année civile compliquée - Journées 15 à 19
Disputée trois jours après sa qualification en Coupe de France et la démission de José Pasqualetti, la rencontre qui voit le Nîmes Olympique se déplacer au Valenciennes Football Club est préparée dans un contexte difficile : la veille, Bernard Blaquart apprend sa nomination temporaire en tant qu'entraîneur du club. L'équipe mise en place est d'ailleurs choisie par Hakim Malek, entraîneur adjoint ayant assuré l'intérim après le départ de José Pasqualetti. Il décide notamment d'aligner Renaud Ripart sur l'aile droite pour la première fois de sa carrière professionnelle, position qu'il conservera jusqu'à la fin de la saison.

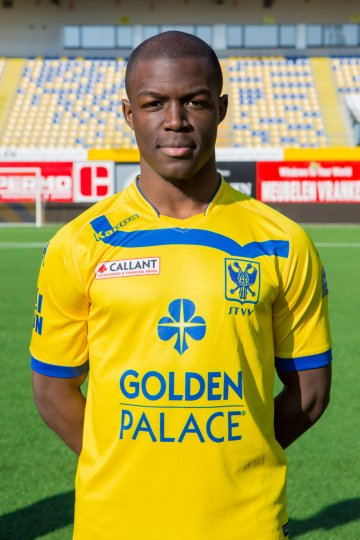
Fabien Tchenkoua, ici sous le maillot du K Saint-Trond VV, inscrit un doublé décisif contre le Tours FC.

Dans un schéma « offensif », les Crocodiles prennent l'avantage face au VAFC en début de match par Anthony Koura, lancé en profondeur par Steve Mounié. Le défenseur Valenciennois Loris Néry est exclu en fin de première période en raison d'un tacle sur l'ailier droit nîmois et de la décision arbitrale qu'il conteste. Malgré cette expulsion, les Gardois se font surprendre à l'entame de la seconde mi-temps à la suite d'une passe en retrait ratée de Jérémy Cordoval qui profite à l'attaquant belge Isaac Mbenza. Vingt minutes plus tard, le club nordiste parvient à marquer de nouveau : en contre-attaque, Édouard Butin inscrit un deuxième but pour son équipe. La supériorité numérique du Nîmes Olympique permet tout de même aux visiteurs d'égaliser en fin de partie par Steve Mounié, qui après avoir manqué son duel face au gardien Damien Perquis à la 50e minute, marque sur une passe de Toifilou Maoulida (2-2).
La seizième journée marque le premier succès du Nîmes Olympique à domicile de la saison : en s'imposant face au Tours Football Club, le club Gardois remporte une victoire qu'il n'avait plus acquise sur sa pelouse depuis près de huit mois. Les visiteurs sont pourtant les premiers à marquer par le milieu Haris Belkebla. Menant au score durant la majeure partie du temps, les joueurs de Marco Simone sont rejoints au tableau d'affichage à la 84e minute sur un coup-franc de Fabien Tchenkoua, rentré dix minutes auparavant. Dans le temps additionnel, ce dernier se mue en « héros » lorsqu'il exécute une frappe puissante d'une vingtaine de mètres qui trompe le gardien international français des moins de 20 ans, Bingourou Kamara (2-1).
Le Racing Club de Lens, qui n'a plus connu la défaite depuis six rencontres en championnat, est l'adversaire du Nîmes Olympique lors de la journée qui suit. En manquant d'efficacité offensive et après avoir eu « sept ou huit occasions franches », les visiteurs se font sanctionner à l'heure de jeu par le milieu argentin Pablo Chavarría. En s'imposant notamment dans quatre duels décisifs, le gardien lensois Joris Delle permet ainsi d'assurer la victoire à son équipe un but à zéro.
Pour le compte de la dix-huitième journée, Le Havre AC en course pour la montée, se rend au Stade des Costières. Dylan Louiserre et Lys Mousset, internationaux français des moins de 20 ans, permettent à l'équipe normande de mener deux buts à zéro au bout d'une heure de jeu. Désireux de stopper une série de sept mois sans marquer, Toifilou Maoulida, considéré comme « indispensable et très important dans le groupe » par Bernard Blaquart, fait son entrée au milieu de la seconde période et donne aux Crocodiles un point inespéré : il reprend d'abord du plat du pied un corner tiré par Téji Savanier puis inscrit de la tête sur un centre de ce dernier, les premiers buts de sa saison (2-2).
La 19e et dernière journée de la phase aller de Ligue 2 est l'occasion pour le Nîmes Olympique de revenir potentiellement à cinq points du premier non-relégable. Le Nîmes Olympique effectue le 18 décembre 2015 un déplacement pour y affronter le Stade lavallois, qui possède treize points d'avance sur le NO et qui reste sur une défaite dans la semaine en Coupe de la Ligue. Les joueurs nîmois surpris au bout de 75 secondes par l'attaquant Alassane N'Diaye, parviennent à réagir grâce à Anthony Koura sur la quatrième passe décisive de la saison de Téji Savanier. Peu après ce but, le défenseur Fouad Chafik se voit renvoyé au vestiaire par l'arbitre à la suite d'un pied haut sur Renaud Ripart. Dans une rencontre où chacune des deux formations se procure de multiples occasions, les Tango prennent le dessus grâce à une frappe d'Hassane Alla déjà buteur en Coupe de la Ligue cette saison face au NO. Les entrées combinées d'Ousmane Cissokho et de Toifilou Maoulida vont permettre aux Crocodiles d'obtenir, à l'instar de la précédente rencontre, une nouvelle égalité concrétisée par Renaud Ripart. Cependant, la défense nîmoise trompée par une longue touche lavalloise et une déviation dans les ultimes instants du match, ne peut que concéder le but victorieux inscrit par l'international haïtien Duckens Nazon. Cette défaite trois buts à deux conclut une première partie de saison que le Nîmes Olympique termine avec neuf points, à la vingtième et dernière place du classement à dix points derrière le Valenciennes FC, dix-septième.
| Rang | Équipe                 | Pts | J  | G | N  | P | Bp | Bc | Diff |
| ---- | ---------------------- | --- | -- | - | -- | - | -- | -- | ---- |
| 16   | FC Sochaux-Montbéliard | 19  | 19 | 4 | 7  | 8 | 14 | 17 | -3   |
| 17   | Valenciennes FC        | 19  | 19 | 4 | 7  | 8 | 15 | 22 | -7   |
| 18   | AC Ajaccio             | 17  | 19 | 3 | 8  | 8 | 13 | 20 | -7   |
| 19   | Paris FC               | 15  | 19 | 1 | 12 | 6 | 13 | 21 | -8   |
| 20   | Nîmes Olympique        | 9   | 19 | 3 | 8  | 8 | 19 | 27 | -8   |

#### Le déclic - Journées 20 à 27
À la suite de la défaite face au Stade lavallois, Bernard Blaquart et ses assistants décident d'organiser un stage au Grau-du-Roi lors des trois derniers jours de l'année : celui-ci servira de « déclic » pour la deuxième partie de la saison en permettant de « resserrer les liens » comme en témoigne l'exclusion de certains joueurs du groupe professionnel et d'ainsi « repartir sur des bonnes bases »,,. Cette préparation hivernale se conclut à Vergèze par une victoire 2-1 en match amical face au Grenoble Foot (CFA) où sont notamment alignés Rémy Bonne, latéral mis à l'essai et non conservé par le club, ainsi que Kheireddine Zarabi, défenseur central recruté durant l'intersaison.
La première rencontre de championnat du Nîmes Olympique en 2016 voit la réception le 8 janvier du Stade brestois. En raison de nombreuses absences en défense, le latéral gauche Gaëtan Paquiez est titularisé pour la première fois en Ligue 2 et Anthony Briançon compose une charnière centrale inédite avec Féthi Harek. L'équipe Gardoise qui évolue depuis la nomination de Bernard Blaquart en 4-4-2 parvient à s'imposer sans concéder le moindre but, ce qui n'était plus arrivée en championnat depuis huit mois. Peu inquiétés par les velléités offensives de leurs adversaires, les Crocodiles ne font la différence qu'en seconde mi-temps : après un premier acte de domination nîmoise, ces derniers se voient récompensés à la 69e minute lorsque Anthony Koura ouvre la marque sur une passe de Toifilou Maoulida. Les locaux marquent même une seconde fois en fin de match par Larry Azouni qui, d'une frappe de vingt mètres, inscrit son premier but en professionnel et permet au Nîmes Olympique de s'imposer deux buts à zéro.
Pour le compte de la vingt-et-unième journée, le Nîmes Olympique affronte le Clermont Foot, troisième du championnat et invaincu depuis cinq rencontres. Malgré le fait que l'équipe alignée soit identique à celle de la précédente rencontre, les joueurs gardois se font cependant surprendre dès la 5e minute par l'attaquant clermontois Famara Diedhiou. Cependant, Anthony Koura égalise dans la foulée puis voit dix minutes plus tard Steve Mounié reprendre de la tête un coup-franc de Téji Savanier (également passeur sur le premier but) et ainsi tromper le gardien Mehdi Jeannin. Dans une partie très ouverte, les Auvergnats parviennent à revenir au score par Rémy Dugimont mais doivent s'incliner de nouveau avant la mi-temps : à la suite d'un corner, le néo-défenseur Anthony Briançon effectue un lob victorieux. Lors de la seconde période, les visiteurs rompent totalement défensivement : sur une passe de Jérémy Cordoval, Renaud Ripart inscrit un quatrième but pour le NO. Ensuite, ce dernier sert Steve Mounié qui marque son deuxième puis son troisième but de la soirée sur une contre-attaque (6-2). Cette performance lui vaut d'effectuer le premier triplé de sa carrière en professionnel. La victoire nîmoise (la première depuis trente ans avec plus de cinq buts) permet de dépasser le Paris FC et de ne plus être dans une position jamais quittée auparavant, celle de vingtième.
professionnelle, position qu'il conservera jusqu'à la fin de la saison.

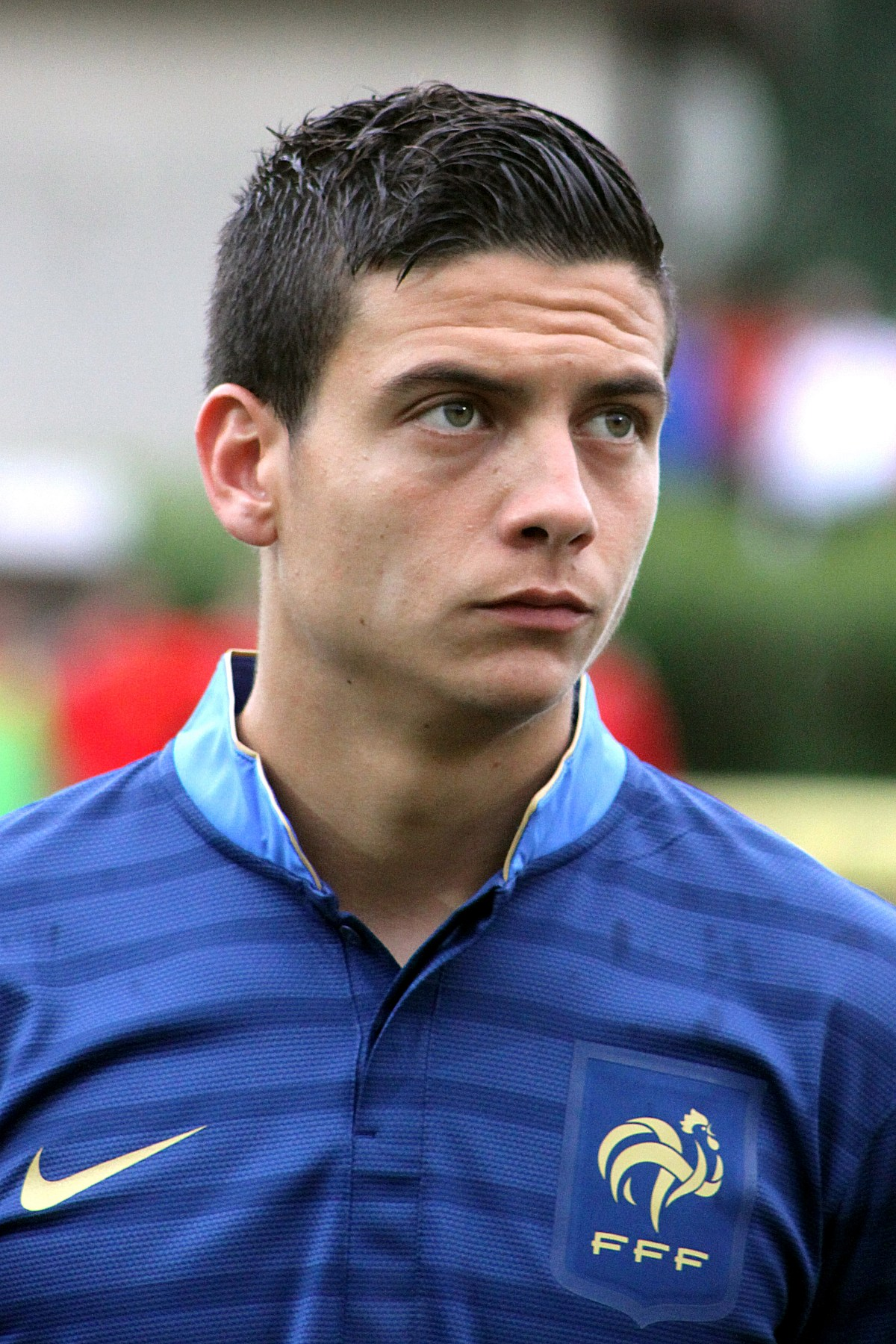
Larry Azouni, ici sous le maillot de la France, donne la victoire face à l'AS Nancy-Lorraine.

N'ayant plus connu la défaite à domicile depuis huit mois et restant sur une série de six succès de rang dans son stade Marcel-Picot, l'AS Nancy-Lorraine se dresse lors de la journée suivante face à une équipe nîmoise qui voit cette opposition comme un « match bonus » d'après Féthi Harek. Mal rentrés dans leur match, les Nîmois se font surprendre en premier par Antony Robic mais n'abdiquent pas après un ballon dévié de Steve Mounié, qu'Anthony Koura récupère et met au fond des filets de Guy Roland Ndy Assembe. Dans la foulée, Gaëtan Paquiez expédie un centre sur le défenseur nancéien Vincent Muratori qui trompe son propre gardien. Leaders du championnat, les Lorrains réagissent à l'ultime minute de la première période par l'attaquant Youssouf Hadji et permet aux locaux d'égaliser. À la reprise, le Nîmes Olympique reprend l'avantage à la suite d'un corner repris par Anthony Marin. Ce dernier, victime d'une mésentente avec son gardien Mathieu Michel, ne peut qu'ensuite voir l'international marocain Youssouf Hadji inscrire son second but sur un coup-franc de Benoît Pedretti. Sous une forte pluie et à dix minutes du terme de la rencontre, Larry Azouni déclenche une frappe d'une trentaine de mètres et marque le but parachevant un succès quatre buts à trois. Cette victoire voit les joueurs être accueillis le lendemain à la Gare de Nîmes par une centaine de supporteurs et déclenche une affluence doublée lors du match suivant,.
L'AJ Auxerroise se rend lors de la rencontre suivante dans l'antre des Crocodiles. Devant 9 231 spectateurs et au bout de quinze minutes, Renaud Ripart reprend victorieusement de la tête un centre de Gaëtan Paquiez. Après avoir eu plusieurs occasions de « tuer le match » durant la première période, l'équipe de Bernard Blaquart conforte son avance à l'heure de jeu par Anthony Koura qui, à l'extérieur de la surface de réparation, lobe le gardien Icaunais Zacharie Boucher et inscrit sa cinquième réalisation consécutive en championnat. Malgré la réduction de l'écart des visiteurs par Adama Ba, le NO conserve son avantage jusqu'au terme de la rencontre (2-1). Avec ce succès combiné à la défaite de l'US Créteil-Lusitanos, le Nîmes Olympique quitte ainsi la zone de relégation pour la première fois de la saison.
La vingt-troisième journée voit s'affronter les deux meilleures équipes de 2016 en Corse face à l'AC Ajaccien. Cette rencontre est disputée au cœur d'une semaine à trois matchs pour l'équipe nîmoise : Bernard Blaquart effectue un « turn-over » et décide ainsi de préserver certains joueurs habituellement titulaires. Clairement dépassé par les ardeurs offensives de l'équipe locale, le NO s'incline sur des réalisations inscrites par deux joueurs ayant auparavant évolués au Nîmes Olympique. Johan Cavalli est le premier à se distinguer à la 25e minute puis en fin de match, Riad Nouri finalise le succès de l'ACA (2-0).
Le Nîmes Olympique retrouve sa solidité défensive en battant les Chamois niortais à domicile un but à zéro et enchaîne ainsi un quatrième succès consécutif au Stade des Costières, un record depuis trois ans. La première période est marquée par la blessure de Jérémy Cordoval obligeant Renaud Ripart à être positionné en latéral droit, ainsi que par des débats hachés et globalement fermés. Poussifs, les Nîmois parviennent tout de même à inscrire l'unique but du match à l'heure de jeu par l'intermédiaire d'Anthony Koura, qui est servi à l'intérieur de la surface après une chevauchée de Larry Azouni.
Première équipe de la saison dépassée au classement par les Crocodiles, le Paris FC accueille ces derniers dans une partie entre concurrents directs au maintien. Bernard Blaquart voit ses joueurs malmenés dans une partie où le NO concède de nombreuses occasions, la plus significative étant le tir de Cheick Fantamady Diarra sur la barre transversale. L'équipe parisienne, peu rodée offensivement en raison de nombreux mouvements pendant le mercato hivernal, ne parvient pas à faire craquer des Nîmois qui obtiennent un partage des points. C'est la première fois de la saison que le NO termine un match à l'extérieur en gardant ses cages inviolées.
La spirale positive du club nîmois se poursuit lors de la réception d'une équipe en course pour accéder à la Ligue 1, le FC Metz. Devant plus de 10 000 spectateurs, Anthony Briançon trouve la solution à la 39e minute : sur un corner qu'il reprend de la tête, le gardien David Oberhauser est battu après avoir été gêné dans son intervention par Toifilou Maoulida. Ce dernier avait auparavant remplacé Anthony Koura, sorti sur une blessure qui le privera de six semaines de compétition. Malgré l'avantage pris par les locaux, le FC Metz égalise en début de seconde période par Habib Diallo. Courageux, aidés par la solide prestation de Mathieu Michel et en pleine réussite, les Crocodiles surprennent les Grenats au bout du temps additionnel par Ousmane Cissokho qui, après avoir récupéré un ballon à une vingtaine de mètres des cages adverses, trompe le portier messin. Ce succès deux buts à un donne une avance de quatre points sur le premier non-relégable et une seizième place à l'issue de la vingt-septième journée.

#### Une dernière ligne droite historique - Journées 28 à 38
En déplacement au Stade Pierre-Brisson de Beauvais face à la meilleure défense du championnat, le Nîmes Olympique obtient tout d'abord les premières occasions de marquer contre le Red Star FC. Cependant, les verts et blancs prennent l'avantage au début de la seconde période sur une frappe croisée d'Anatole Ngamukol. Réduite à dix à la suite de l'expulsion d'Anthony Marin à l'heure de jeu, l'équipe Gardoise tente d'égaliser en fin de match et voit sur un corner le gardien Mathieu Michel tenter sa chance, sans réussite. Les Crocodiles sont donc battus un but à zéro, résultat qui permet au club audonien de conforter sa place sur le podium.
La vingt-neuvième journée est âprement disputée comme en témoignent les huit cartons jaunes distribués. Face au Football Bourg-en-Bresse Péronnas, le NO cède dès la 15e minute sur une tentative victorieuse d'Alliou Dembélé. Les Burgiens, dominés durant la première période (six corners concédés), sont logiquement sanctionnés au terme de cette dernière : Toifilou Maoulida reprend de la tête un corner de Téji Savanier. Sous un « vent glacial », le Nîmes Olympique tente à de nombreuses reprises de prendre l'avantage lors de la seconde mi-temps mais sans succès en raison notamment d'un nombre important de ballons perdus (1-1).
Le voyage en Bourgogne débute parfaitement lors de la rencontre suivante pour le Nîmes Olympique, pourtant handicapés par les absences d'Anthony Koura, de Téji Savanier ou encore de Jérémy Cordoval. Dès la septième minute, Steve Mounié ouvre le score contre le Dijon FCO en reprenant un tir manqué de Théo Valls. Le DFCO, qui reste sur une série de quinze matchs consécutifs sans défaite en championnat, prend dès lors la possession du ballon pour le restant de la partie. Les locaux se montrent réellement dangereux durant le second acte par Loïs Diony et Júlio Tavares, sans pour autant arriver à conclure leur domination. Invaincu à domicile depuis la onzième journée, le Dijon FCO ne peut que s'incliner un but à zéro et permet au NO de devenir quatorzième au classement, soit la meilleure position obtenue depuis le début de saison.
La trente-et-unième journée oppose les Crocodiles à l'US Créteil-Lusitanos. Privé de ses habituels titulaires en charnière centrale, Bernard Blaquart décide d'en aligner une inédite mais déjà formée à l'US Le Pontet (CFA) : Anthony Marin et Kévin Renaut. Ce choix s'avère crucial dans l'issue de la rencontre puisque les Nîmois concéderont plus de deux buts, une première depuis près d'un an et demi à domicile. Sans la moindre victoire depuis dix-huit matchs d'affilée, les Cristoliens vont pourtant remporter la mise en deuxième mi-temps tout d'abord par Florent Mollet qui donne l'avantage à son équipe, puis suivront Faneva Andriatsima sur penalty et Bagaliy Dabo. Le but marqué par Renaud Ripart à la 80e minute ne change rien et voit l'USCL se relancer pour son maintien en l'emportant trois à un.

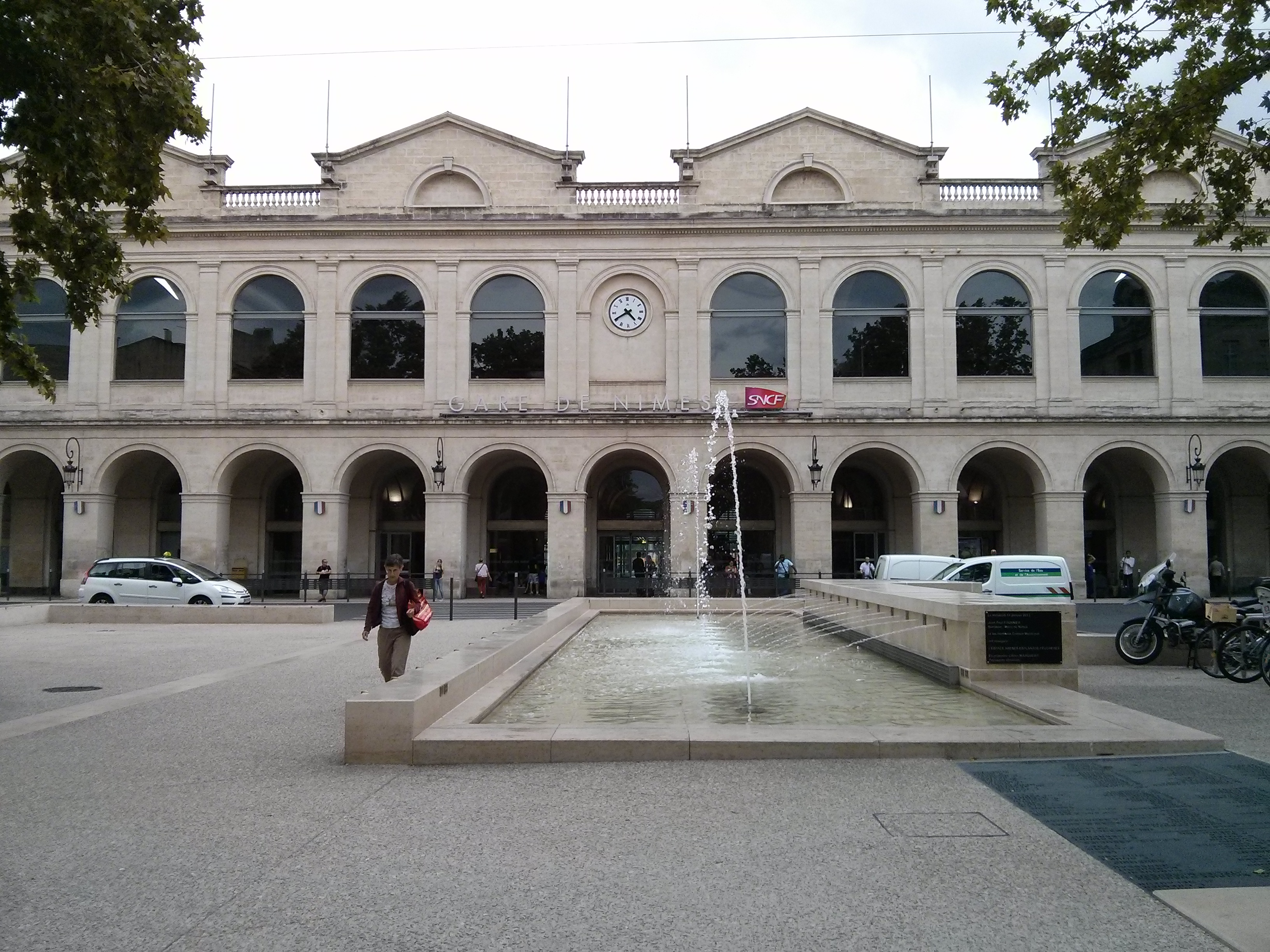
Les joueurs sont accueillis par leurs supporteurs à la gare de Nîmes après le succès face au Tours FC.

Le match disputé dans le Doubs face au FC Sochaux-Montbéliard se conclut sur un quatrième score de parité sans but pour le Nîmes Olympique. Relégué deux saisons auparavant et concurrent surprise au maintien, le FCSM est dominé durant la première demi-heure notamment dans l'entrejeu où Florian Fabre est titularisé. Les locaux parviennent cependant à prendre l'emprise de la rencontre sur la deuxième période mais sans que celle-ci ne soit concrétisée par le moindre but, Mathieu Michel effectuant des parades décisives.
Pour le compte de la trente-troisième journée, le NO renoue avec le succès à domicile face au Valenciennes FC. L'équipe Gardoise est avantagée dès la 56e seconde à la suite de l'exclusion du défenseur Nordiste Emmanuel Ntim, fautif d'un tacle sur Toifilou Maoulida. Malgré ce fait de jeu, les Nîmois ne peuvent qu'attendre la 66e minute avant d'inscrire sa première réalisation par l'intermédiaire de Steve Mounié qui reprend une frappe de Florian Fabre, repoussée auparavant par la barre transversale. Le buteur se mue en passeur décisif lorsque son coup franc est récupéré par Renaud Ripart, qui finalise le succès des Crocodiles cinq minutes plus tard (2-0).
Entraîneur formateur, Bernard Blaquart se retrouve sans latéral gauche à la suite des absences de Théo Valls et Gaëtan Paquiez : c'est ainsi qu'il décide de convoquer et titulariser Sofiane Alakouch, joueur habituel de l'équipe des moins de dix-neuf ans, lors de la rencontre suivante contre le Tours FC. L'équipe nîmoise subit durant le premier acte mais parvient à prendre l'avantage sur sa seule occasion juste avant la pause grâce à Jonathan Lacourt, servi sur corner par Téji Savanier. Pensants revenir au vestiaire avec cette avance, les visiteurs se font toutefois surprendre par Baptiste Santamaria. Dans une deuxième mi-temps insipide, le Nîmes Olympique rafle finalement la mise (2-1) grâce à son attaquant Toifilou Maoulida qui marque d'une reprise de volée, à la suite d'un centre de Renaud Ripart. À l'instar du retour victorieux de Nancy, les joueurs sont accueillis de nouveau à la gare de Nîmes par 200 supporteurs.
La rencontre suivante voit l'ultime succès de la saison des Crocodiles. L'enjeu du match (possible maintien en cas de victoire), les résultats précédemment obtenus par le NO ainsi que l'attrait de l'adversaire (RC Lens, toujours en course pour la montée) expliquent en partie le fait que 14 878 personnes se rendent au Stade des Costières, soit la meilleure affluence à domicile depuis 2008. Dans un match « équilibré », le Nîmes Olympique parvient à prendre l'avantage en premier et cela juste avant la mi-temps par Renaud Ripart sur un service de Steve Mounié. Malgré l'égalisation de Wylan Cyprien à la 66e minute, les Sang et or perdent le fil de la partie dans le quart d'heure qui suit : Téji Savanier transforme un pénalty obtenu à la suite d'une faute de Kenny Lala sur Ripart, Anthony Briançon inscrit ensuite le but du « break » sur une sortie ratée du gardien lensois Jérémy Vachoux, puis Mounié finalise une action de Ripart à la 78e minute. Le but contre son camp en fin de match de Féthi Harek ne change rien à la donne : le Nîmes Olympique acquiert trois nouveaux points (4-2), conclut une série de trois victoires consécutives et assure « quasiment » son maintien.
Lors de la journée suivante, les Gardois affrontent une équipe pouvant toujours accéder à l'échelon supérieur. Face au Havre AC, le Nîmes Olympique cède à plusieurs reprises : une première fois par Lys Mousset, puis une deuxième par Ghislain Gimbert et enfin en seconde mi-temps par Joseph Mendes. L'expulsion de Mathieu Michel à la 37e minute (qui entraînera un pénalty, arrêté par Gauthier Gallon) n'empêche pas l'équipe Languedocienne de rester fidèle à sa réputation de « joueuse » comme l'atteste la réduction de l'écart par Steve Mounié de la tête. Finalement, le HAC l'emporte logiquement trois buts à un.
Un match nul sur les deux dernières journées suffit pour acquérir le maintien, quels que soient les résultats du FC Sochaux-Montbéliard et de l'Évian TGFC qui accusent un retard de six points sur le Nîmes Olympique. L'avant-dernière rencontre de championnat donne une opposition entre le Stade lavallois et le NO. Sans victoire à l'extérieur en Ligue 2 depuis août 2015, les visiteurs sont pourtant les premiers à marquer par l'international marocain Fouad Chafik à la 14e minute qui trompe Gauthier Gallon, habituel gardien remplaçant. Cependant, les Crocodiles prennent ensuite le dessus sur leurs adversaires en exerçant une forte domination : leur ténacité est récompensée avant l'heure de jeu par Renaud Ripart qui récupère un tir de Larry Azouni ayant échoué sur le poteau. Malgré une tentative sur la barre transversale de chaque côté, les deux équipes se quittent dos à dos (1-1). Après la rencontre, les joueurs effectuent un tour d'honneur auprès de leurs supporteurs afin de célébrer un maintien, qui d'après Bernard Blaquart aura permis de changer « l'image » du club.
L'Évian Thonon Gaillard FC, qui doit impérativement s'imposer pour espérer se maintenir, est l'ultime opposant des Nîmois. Sous une forte pluie, ces derniers ouvrent le score dès la 2e minute par l'intermédiaire de Renaud Ripart, qui inscrit le huitième but de sa saison. L'action litigieuse dans la surface nîmoise à la 23e minute est décisive : l'arbitre Antony Gautier accorde un penalty aux locaux et décide d'exclure Gauthier Gallon. Kévin Hoggas transforme la réalisation. Féthi Harek inscrit un deuxième but contre son camp, dix minutes après la reprise de la deuxième mi-temps. Décidé à attaquer et revenir au score, l'entraîneur nîmois Bernard Blaquart décide notamment de faire rentrer Anthony Koura qui revient de blessure. Pour autant, les joueurs Haut-Savoyards entérinent définitivement leur victoire avec un doublé de Quentin N'Gakoutou dans les derniers instants de la partie (4-1).

### Classement final et statistiques
Le Nîmes Olympique termine le championnat à la quatorzième place avec 13 victoires, 12 matchs nuls et 13 défaites. Une victoire rapportant trois points et un match nul un point et en tenant compte des huit points de pénalité infligé au club en début de saison, le NO totalise 43 points soit trente-et-un points de moins que le club sacré champion, l'AS Nancy-Lorraine. Les Nîmois possèdent la sixième meilleure attaque du championnat, la dix-septième défense. Le NO est la septième meilleure équipe à domicile du championnat (33 points), et la treizième à l'extérieur (18 points). Le club termine à la seizième place du classement du fair-play établi par la Ligue de football professionnel, avec 76 cartons jaunes et 5 cartons rouges.
L'AS Nancy-Lorraine, le Dijon FCO et le FC Metz remontent en première division après respectivement trois, quatre et une saison passée à ce niveau. Les trois clubs relégués en National 2016-2017 sont l'Évian Thonon Gaillard FC qui est relégué pour la seconde année consécutive, l'US Créteil-Lusitanos après trois ans passé au sein de la seconde division ainsi que le Paris FC qui redescend après une seule saison à ce niveau.
| Rang | Équipe                 | Pts | J  | G  | N  | P  | Bp | Bc | Diff |
| ---- | ---------------------- | --- | -- | -- | -- | -- | -- | -- | ---- |
| 11   | FC Bourg-en-Bresse     | 47  | 38 | 13 | 8  | 17 | 47 | 59 | -12  |
| 12   | Valenciennes FC        | 44  | 38 | 10 | 14 | 14 | 39 | 43 | -4   |
| 13   | Stade lavallois        | 44  | 38 | 9  | 17 | 12 | 35 | 42 | -7   |
| 14   | Nîmes Olympique        | 43  | 38 | 13 | 12 | 13 | 50 | 52 | -2   |
| 15   | FC Sochaux-Montbéliard | 42  | 38 | 9  | 15 | 14 | 34 | 36 | -2   |
| 16   | Chamois niortais       | 42  | 38 | 8  | 18 | 12 | 38 | 45 | -7   |
| 17   | AC Ajaccien            | 42  | 38 | 9  | 15 | 14 | 34 | 42 | -8   |

### Coupe de France
La Coupe de France 2015-2016 est la 99e édition de la Coupe de France, une compétition à élimination directe mettant aux prises les clubs de football amateurs et professionnels à travers la France métropolitaine et les Départements et régions d'outre-mer. Elle est organisée par la Fédération française de football (FFF) et ses ligues régionales.
Le Nîmes Olympique commence la compétition au niveau du septième tour, à l'instar des autres équipes de Ligue 2. Initialement programmé le dimanche 15 novembre, le match a été reporté au samedi suivant par la FFF, en raison des attentats perpétrés l'avant-veille en région parisienne. Les Nîmois se rendent donc chez les amateurs de l'AS Frontignan AC, promus en Division Honneur. Face à une équipe hiérarchiquement inférieure, l'entraîneur José Pasqualetti décide d'aligner une équipe remaniée en préservant la moitié des titulaires ainsi qu'en titularisant Gauthier Gallon, le gardien remplaçant, qu'il utilise durant les matchs de coupe. Sous un vent fort, les gardois qui ne se procurent que peu d'occasions, sont tenus en échec par les locaux. Ils se qualifient aux tirs au but en s'imposant cinq à quatre. Malgré la qualification, José Pasqualetti décide de démissionner de son poste à l'issue de la rencontre, en évoquant une fatigue générale.
Au tour suivant, le Nîmes Olympique hérite de l'AS Moulins qui évolue en CFA. Enchaînant un cinquième match en quinze jours, le nouvel entraîneur Bernard Blaquart décide de faire « tourner » et aligne ainsi de jeunes joueurs tels Gaëtan Paquiez, défenseur, qui fait ses débuts avec l'équipe professionnelle. Malgré quelques offensives menées sur coups de pied arrêtés, les Nîmois s'inclinent par la plus petite des marges (1-0) à la suite d'une contre-attaque conclue par le Moulinois Samy Alouache en fin de rencontre,. L'AS Moulins s'impose donc à domicile et atteint les trente-deuxièmes de finale de la Coupe de la France. Cependant, elle est battue par les Chamois niortais (club de Ligue 2) au tour suivant.

### Coupe de la Ligue
La Coupe de la Ligue 2015-2016 est la 22e édition de la Coupe de la Ligue, compétition à élimination directe organisée par la Ligue de football professionnel (LFP) depuis 1994, qui rassemble uniquement les clubs professionnels de Ligue 1, Ligue 2 et National. Depuis 2009, la LFP a instauré un nouveau format de coupe plus avantageux pour les équipes qualifiées pour une coupe d'Europe.
Pour le premier tour, le Nîmes Olympique se rend au Stade Francis-Le-Basser, antre du Stade lavallois. Faisant suite à un mauvais dégagement de la défense, le club languedocien encaisse rapidement un premier but des Lavallois, marqué par Hassane Alla. Manquant de réalisme et emprunté par l'absence de ses joueurs offensifs habituels, les Nîmois ne parviennent pas à revenir au score et voit le Stade lavallois préserver son avantage. Les locaux s'imposent donc un but à zéro. Le parcours du club mayennais s'achève en huitième de finale par une défaite un but à zéro face au Lille OSC, futur finaliste de la compétition.

### Matchs officiels de la saison
Le tableau ci-dessous retrace dans l'ordre chronologique les rencontres officielles jouées par le Nîmes Olympique durant la saison. Le club gardois a ainsi disputé trente-huit matchs de championnat, deux tours de Coupe de France et de Coupe de la Ligue. Les buteurs sont accompagnés d'une indication sur la minute de jeu où est marqué le but et, pour certaines réalisations, sur sa nature (penalty ou contre son camp).
Le bilan général de la saison est de treize victoires, treize matchs nuls et quinze défaites avec 50 buts marqués pour 54 encaissés. Les scores les plus fréquents sont la défaite 1-0 intervenus à sept reprises, la victoire 2-1 qui apparaît six fois et les matchs nuls 1-1 et 0-0 qui se sont produits à cinq reprises chacun.
| Compétition       | Débute au tour | Place ou tour final | Matches joués | Gagnés | Nuls | Perdus | Buts pour | Buts contre | Différence |
| Ligue 2           | -              | 14e                 | 38            | 13     | 12   | 13     | 50        | 52          | -2         |
| Coupe de France   | 7e Tour        | 8e Tour             | 2             | 0      | 1    | 1      | 0         | 1           | -1         |
| Coupe de la ligue | 1er Tour       | 1er Tour            | 1             | 0      | 0    | 1      | 0         | 1           | -1         |
| Total             | -              | -                   | 41            | 13     | 13   | 15     | 50        | 54          | -4         |

## Joueurs et encadrement technique

### Encadrement technique
L'équipe est d'abord entraînée par José Pasqualetti, entraîneur de 58 ans en poste depuis l'été 2014 et qui possède un contrat expirant à la fin de la saison. Il commence en 1992 sa carrière de technicien à l'Olympique d'Alès, deux ans après y avoir terminé sa carrière de joueur. Il rejoint en 1998 le SC Bastia (Division 1) et prend la direction de l'équipe réserve de 1999 à 2002. À l'été 2007, il trouve un point de chute et rejoint le CS Sedan Ardennes (Ligue 2) qu'il emmène en demi-finale de la Coupe de France. Après un passage à l'AC ajaccien lors de la saison 2008-2009 (qu'il avait entraîné deux saisons auparavant), Pasqualetti s'engage avec le FC Istres Ouest Provence en avril 2009, qu'il sauve de la relégation en National. Après avoir maintenu le club provençal durant quatre saisons consécutives, il est démis de ses fonctions en avril 2014. Il arrive deux mois plus tard au Nîmes Olympique et est assisté dès son arrivée par Hakim Malek, qui a notamment entraîné l'US Le Pontet.
À partir de novembre 2015, l'équipe est entraînée par Bernard Blaquart. Il commence en 1984 sa carrière d'entraîneur au GC Lunel, club avec lequel il réussit deux montées, puis dirige successivement l'Entente Nord Lozère, l'EDS Montluçon, l'EP Vergèze avant de revenir à Lunel en 1998, qu'il quittera de nouveau en 2004. Il rejoint le Grenoble Foot 38 la même année en tant qu'entraîneur de l'équipe réserve et directeur du centre de formation. Après avoir quitté son poste en 2008, il retrouve des fonctions similaires en 2012 avec le Tours FC. Il devient entraîneur de l'équipe professionnelle la saison suivante et réussit à maintenir le club en Ligue 2. Cependant, il quitte le club à l'été 2013 pour être de nouveau directeur d'un centre de formation, celui du Nîmes Olympique. À l'instar de ses deux précédentes expériences, il entraîne dans un premier temps l'équipe réserve (et durant deux saisons, l'équipe U17) avant de devenir celui de l'équipe première.
Jérôme Arpinon est le préparateur physique depuis l'arrivée de Pasqualetti en 2014. Il avait déjà dispensé ses compétences dans le passé avec les joueurs professionnels du Nîmes Olympique de 2007 à 2012, avant de rejoindre le Gazélec FC Ajaccio durant une saison. Il est titulaire d'un diplôme délivré dans le cadre d'une formation dispensée par la FFF et est issu du CREPS de Montpellier.
L'entraîneur des gardiens est Sébastien Gimenez, présent dans le staff des Crocodiles depuis 2010. Après avoir effectué une carrière amateur commencée en 1997 au Castelnau-le-Crès FC, il dispute sa seule et unique rencontre professionnelle avec le FC Sète en 2006. Il s'engage la même année avec le Nîmes Olympique, évoluant alors en National. Il y effectue les deux dernières années de sa carrière en disputant 38 rencontres et fait partie de l'effectif des Crocodiles remontant en Ligue 2 en 2008.

### Effectif professionnel
L'effectif professionnel est composé cette saison de vingt-neuf joueurs. Dans les buts, Mathieu Michel est le gardien numéro un. Il est suppléé par Gauthier Gallon, second dans la hiérarchie, suivi d'Anthony Kasparian, troisième, et Yan Marillat quatrième gardien. Les défenseurs sont au nombre de sept pour cette année : Romain Élie, Jérôme Guihoata, Anthony Marin et Fabien Barrillon et le jeune Sylvain Coco évoluent dans l'axe, alors que Jérémy Cordoval, Théo Valls, Féthi Harek et Kevin Renaut jouent eux en tant que latéraux. L'effectif possède six milieux de terrain axiaux qui sont Larry Azouni, Adil Hermach, Jonathan Lacourt, Florian Fabre, Rémi Sergio et Anthony Briançon. Pour les postes de milieux offensifs, ce sont Ousmane Cissokho, Antonin Bobichon, Nasser Chamed et Fabien Tchenkoua qui se disputent les places. En attaque, le groupe se compose de six éléments : Toifilou Maoulida, Clément Depres, Anthony Koura, Téji Savanier, Renaud Ripart et Steve Mounié.
Lors des trois premières journées et lors de la septième, le capitaine des Crocodiles est le Mahorais Toifilou Maoulida, qui occupait déjà cette fonction la saison passée. Il est suppléé par Féthi Harek entre la quatrième et sixième journée. Enfin, depuis la huitième journée et la réception du Paris Football Club c'est le gardien de but Mathieu Michel qui porte le brassard de capitaine.

### Statistiques individuelles
Les joueurs les plus utilisés de l'effectif sont le gardien de but Mathieu Michel et le défenseur Jérémy Cordoval qui participent à 37 des 41 rencontres officielles de la saison. Ce dernier est donc le joueur de champ le plus sollicité en totalisant 3 253 minutes de jeu.
Le meilleur buteur est l'attaquant béninois Steve Mounié qui inscrit 11 buts. Ayant joué 2 738 minutes sur la saison, il atteint la moyenne d'un but marqué toutes les 248 minutes. Il est suivi d'Anthony Koura et de Renaud Ripart, respectivement auteurs de 9 et 8 réalisations. Téji Savanier est quant à lui le meilleur passeur du club avec sept passes décisives, toutes réalisées en championnat.

### Joueurs en sélection nationale
Les trois internationaux africains du club sont engagés avec leur sélection nationale respective. En plus d'éventuelles rencontres amicales, ces sélections sont engagées dans les qualifications pour la Coupe du monde de 2018 ainsi que pour celles de la Coupe d'Afrique des nations 2017. Pour la première fois de sa carrière, Nasser Chamed prend part avec les Comores aux rencontres du deuxième tour des éliminatoires de la Coupe du monde mais ne peut empêcher le Ghana de s'imposer à l'issue des deux matchs (2-0). Cependant, il fait partie du groupe remportant la première victoire en compétition officielle de l'équipe comorienne face au Botswana lors du deuxième tour des éliminatoires de la Coupe d'Afrique et accède à la phase suivante et au groupe D des éliminatoires.
Steve Mounié participe avec l'équipe du Bénin à une rencontre amicale face au Congo (défaite 2-1), où il connaît sa première titularisation. Les Écureuils s'inclinent ensuite lors du deuxième tour des éliminatoires de la Coupe du monde face au Burkina Faso (3-2 sur l'ensemble des deux matchs), lors duquel Mounié prend part à la seconde rencontre. Il inscrit son premier but avec sa sélection lors du deuxième tour des éliminatoires de la Coupe d'Afrique et d'un déplacement victorieux au Soudan du Sud (2-1).
Larry Azouni est également convoqué pour la première fois avec l'équipe de Tunisie pour une double confrontation face au Togo lors des éliminatoires de la Coupe d'Afrique. Il remplace Mohamed Larbi en fin de match et voit la qualification des Aigles de Carthage (1-0) lors de la première rencontre face aux Éperviers. Il est de nouveau convoqué en juin pour y affronter Djibouti, où il n'effectue cependant aucune minute.
| Nom           | Éliminatoires CAN/CdM | Éliminatoires CAN/CdM | Éliminatoires CAN/CdM | Éliminatoires CAN/CdM | Matchs amicaux | Matchs amicaux | Matchs amicaux | Matchs amicaux | Total | Total       | Total  | Total        |
| Nom           | MJ                    | But inscrit           | Averti                | Carton rouge          | MJ             | But inscrit    | Averti         | Carton rouge   | MJ    | But inscrit | Averti | Carton rouge |
| Nasser Chamed | 5                     | 0                     | 0                     | 0                     | 0              | 0              | 0              | 0              | 5     | 0           | 0      | 0            |
| Steve Mounié  | 4                     | 1                     | 0                     | 0                     | 1              | 0              | 0              | 0              | 5     | 1           | 0      | 0            |
| Larry Azouni  | 2                     | 0                     | 0                     | 0                     | 0              | 0              | 0              | 0              | 2     | 0           | 0      | 0            |

## Tactique
La formation la plus utilisée par le NO cette saison est le 4-3-3, pour quatre défenseurs, trois milieux de terrain et trois attaquants.
| \| Michel 1 Paquiez 33 Harek 21 Briançon 23 Cordoval 2 Azouni 5 Savanier 11 Fabre 12 Koura 10 Mounié 25 Ripart 20 \| L'équipe type de la saison en 4-3-3. · D'après les temps de jeu à leur poste. |
| Michel 1 Paquiez 33 Harek 21 Briançon 23 Cordoval 2 Azouni 5 Savanier 11 Fabre 12 Koura 10 Mounié 25 Ripart 20                                                                                     |

Le gardien titulaire est Mathieu Michel qui est le capitaine de l'équipe à partir de la huitième journée.
Lors de la première partie de la saison, José Pasqualetti a éprouvé des difficultés à aligner une charnière centrale type et a notamment alterné entre Fabien Barrillon, Romain Élie, Jérôme Guihoata et Anthony Marin sans parvenir à aligner plus de trois fois consécutives la même défense centrale. Pour composer sa charnière centrale, le nouvel entraîneur Bernard Blaquart va faire glisser Féthi Harek du côté gauche vers l'axe de la défense et faire reculer Anthony Briançon qui a évolué jusque-là au milieu du terrain.  Aux postes d'arrières latéraux, Jérémy Cordoval est le titulaire indiscutable à droite tandis qu'à gauche Gaëtan Paquiez prend la suite de Féthi Harek pour la deuxième moitié de la saison.
Au milieu de terrain, Larry Azouni se positionne devant la défense en soutien des milieux centraux que sont Téji Savanier et Florian Fabre. Ce dernier devient titulaire à la suite du départ au mercato d'hiver d'Adil Hermach. L'attaque est formée de Steve Mounié dans l'axe, de Renaud Ripart sur le flanc droit et de Anthony Koura sur le côté gauche.
Du côté des remplaçants, Toifilou Maoulida et Ousmane Cissokho font partie des joueurs du NO qui rentrent le plus souvent en jeu. Théo Valls et Jonathan Lacourt apparaissent eux de façon plus épisodique.

## Aspects juridiques et économiques

### Structure juridique et organigramme
Le Nîmes Olympique se compose d'une association loi de 1901, titulaire du numéro d'affiliation de la Fédération française de football (FFF) et d'une société anonyme sportive professionnelle (SASP). L'équipe professionnelle est gérée par la SASP Nîmes Olympique au capital de 1 713 960 euros. La SASP est liée par le biais d'une convention à l'association Nîmes Olympique Association, structure qui regroupe le centre de formation et les équipes amateurs du club[réf. nécessaire].
Le Nîmes Olympique est dirigé par un conseil d'administration dont le président est Christian Perdrier. L'organigramme s'établit comme suit :
| Direction | Administratif | Sportif |
| --- | --- | --- |
| Président : Christian Perdrier Président de l'association : Gérard Di Domenico Directeur du centre de formation : Bernard Blaquart | Responsable commercial : Xavier Laget Responsable communication : Sandrine Gazeau Responsable financier : Laurent Boutrouche Responsables sécurité : Jean-Marie Lopez et Ali Saïdi | Entraîneur : Bernard Blaquart Entraîneur adjoint : Jérôme Arpinon Entraîneur des gardiens : Sébastien Gimenez |

### Éléments comptables
Le budget prévisionnel du Nîmes Olympique pour la saison est de 7 millions d'euros, ce qui correspond à l'un des plus faibles budgets des clubs de Ligue 2 avec le Clermont Foot 63 et le Football Bourg-en-Bresse Péronnas 01.
Nîmes touche 4,7 millions d'euros pour les droits télévisuels ce qui est le treizième total de la Ligue 2.
| Produits | Produits | Produits | Produits | Produits | Produits | Charges | Charges | Rés. expl. | Mutation | Rés. net |
| Matchs   | Spons.   | Subv.    | TV       | Merch.   | Total    | Rémun.  | Total   | Rés. expl. | Mutation | Rés. net |
| -------- | -------- | -------- | -------- | -------- | -------- | ------- | ------- | ---------- | -------- | -------- |
| 0,964    | 0,856    | nc       | 4,594    | nc       | 7,409    | 5,420   | 8,545   | -1,136     | 0,032    | -1,565   |

### Équipementiers et sponsors
Erreà fournit les maillots du Nîmes Olympique depuis 2002 et le fera jusqu'à l'issue de la saison avant d'être remplacé par Puma. Erreà est le sixième équipementier connu par le club nîmois après Le Coq sportif, pionnier entre 1969 et 1974, Adidas, ABM, Viasport et Hummel[réf. nécessaire].
Pour la saison 2015-2016 et faute d'accord trouvé avec un partenaire (hormis institutionnel), le club aborde ainsi ses rencontres avec un maillot vierge. À partir d'avril 2016, la société informatique ITS Group devient malgré tout le sponsor maillot du club pour les trois derniers matchs à domicile.

## Affluence et télévision

### Affluence
Durant cette saison, le Stade des Costières (habituellement jaugé à 18 482 places) voit sa capacité limitée à 15 788 places en raison de la fermeture de la Tribune Ouest.
131 036 spectateurs ont assisté aux rencontres de championnat du NO cette année au Stade des Costières. L'affluence moyenne en championnat est donc de 6 891 spectateurs, il s'agit de la huitième moyenne d'affluence du championnat de Ligue 2 cette saison. La meilleure affluence de la saison est réalisée contre le Racing Club de Lens le 22 avril 2016 avec 14 878 spectateurs à l'occasion de la 35e journée et du match pouvant entériner le maintien du club en Ligue 2.
Affluence du Nîmes Olympique à domicile

### Retransmission télévisée
| Diffuseur        | Rencontres | Pourcentages |
| ---------------- | ---------- | ------------ |
| BeIN Sports 1    | 3          | 9 %          |
| BeIN Sports 2    | 23         | 70 %         |
| Eurosport 1      | 1          | 3 %          |
| Eurosport 2      | 2          | 6 %          |
| France 4         | 0          | 0 %          |
| France 3 Régions | 0          | 0 %          |
| Aucun diffuseur  | 4          | 12 %         |
| Total            | 33         | 100 %        |

Cette saison en Ligue 2, les diffuseurs sont les mêmes que lors de la saison précédente, à savoir BeIN Sports et Eurosport. La filiale du groupe Al Jazeera diffuse neuf rencontres par journée, dont huit matchs en multiplex le vendredi soir à vingt heures. Un neuvième est diffusé le samedi à quatorze heures. Le dixième et dernier match se dispute le lundi soir à vingt heures trente, en direct sur Eurosport 2.
Au premier tour de la Coupe de la Ligue, une seule rencontre est diffusée par France 4. Cette saison, il s'agit de la rencontre entre le RC Lens et l'AC Ajaccio qui se dispute une heure et demie avant les autres matchs, le 11 août.

## Équipe réserve et équipes de jeunes

### Équipe réserve
L’équipe réserve du Nîmes Olympique (appelée Nîmes Olympique B) sert de tremplin vers le groupe professionnel pour les jeunes du centre de formation ainsi que pour les joueurs de l'équipe première n'ayant pas disputé les précédentes rencontres en Ligue 2. Elle est entraînée par Yannick Dumas depuis 2014, anciennement entraîneur des équipes de jeunes du club[réf. nécessaire].
Pour la saison 2015-2016, elle évolue dans le groupe D du championnat de France amateur 2, soit le cinquième niveau de la hiérarchie du football en France. Après une septième place obtenue l'année précédente, l'équipe réserve du NO réalise une excellente première partie de saison en ne connaissant aucune défaite. En effet, celle-ci n'intervient qu'au bout de la quinzième journée face à l'Annecy FC (1-0). Ne pouvant pas monter en championnat de France amateur à cause de la non-homologation du centre de formation, la réserve termine à la troisième place derrière le Sporting Toulon Var et l'Annecy FC, après avoir lutté durant l'intégralité de la saison pour la tête de son groupe.
Jouant habituellement ses rencontres sur le terrain synthétique du centre de la Bastide, l'équipe réserve reçoit Toulon sur la pelouse du Stade des Costières le 19 décembre 2015. Ce choc se conclut par une nette victoire gardoise 3 buts à 0. Les Nîmois s'emparent de la première place du championnat jusqu'au 17 avril.
Clément Depres, Antonin Bobichon, issus de la formation du club, et Bastien Théral sont co-meilleurs buteurs de la réserve nîmoise avec 5 réalisations.
| Rang | Équipe               | Pts | J  | G  | N | P  | Bp | Bc | Diff |
| ---- | -------------------- | --- | -- | -- | - | -- | -- | -- | ---- |
| 1    | SC Toulon            | 75  | 24 | 15 | 6 | 3  | 48 | 23 | +25  |
| 2    | Annecy FC            | 65  | 24 | 12 | 5 | 7  | 31 | 22 | +9   |
| 3    | Nîmes Olympique rés. | 64  | 24 | 12 | 4 | 8  | 42 | 29 | +13  |
| 4    | Borgo FC             | 61  | 24 | 11 | 4 | 9  | 40 | 32 | +8   |
| 5    | ES Cannet-Rocheville | 59  | 24 | 9  | 8 | 7  | 44 | 38 | +6   |
| 6    | SC Bastia rés.       | 56  | 24 | 9  | 5 | 10 | 36 | 36 | 0    |

- Promu en CFA.

Le tableau suivant liste les matchs de l'équipe réserve du Nîmes Olympique.

### Équipe de jeunes
Le Nîmes Olympique aligne plusieurs équipes de jeunes dans les championnats départementaux et régionaux. Parmi ces équipes de jeunes, l'équipe des moins de 19 ans participe à deux compétitions majeures, le championnat national des moins de 19 ans et la Coupe Gambardella 2015-2016. L'équipe des moins de 17 ans évolue également en championnat national[réf. nécessaire].
| Rang | Équipe                 | Pts | J  | G  | N | P  | Bp | Bc | Diff |
| ---- | ---------------------- | --- | -- | -- | - | -- | -- | -- | ---- |
| 3    | Olympique de Marseille | 77  | 26 | 15 | 6 | 5  | 44 | 26 | +18  |
| 4    | Montpellier HSC        | 67  | 26 | 12 | 5 | 9  | 40 | 28 | +12  |
| 5    | Toulouse FC            | 66  | 26 | 12 | 4 | 10 | 54 | 37 | +17  |
| 6    | Nîmes Olympique        | 65  | 26 | 11 | 6 | 9  | 46 | 43 | +3   |
| 7    | OGC Nice               | 65  | 26 | 12 | 3 | 11 | 48 | 49 | -1   |
| 8    | US Colomiers           | 63  | 26 | 11 | 4 | 11 | 41 | 40 | +1   |
| 9    | Clermont Foot          | 59  | 26 | 9  | 6 | 11 | 31 | 37 | -6   |

| Rang | Équipe          | Pts | J  | G  | N | P  | Bp | Bc | Diff |
| ---- | --------------- | --- | -- | -- | - | -- | -- | -- | ---- |
| 4    | Toulouse FC     | 76  | 26 | 15 | 5 | 6  | 55 | 36 | +19  |
| 5    | AS Monaco       | 68  | 26 | 13 | 3 | 10 | 73 | 45 | +28  |
| 6    | AC Ajaccien     | 67  | 26 | 12 | 5 | 9  | 50 | 38 | +12  |
| 7    | Nîmes Olympique | 65  | 26 | 11 | 6 | 9  | 38 | 30 | +8   |
| 8    | FC Istres       | 64  | 26 | 12 | 2 | 12 | 51 | 55 | -4   |
| 9    | SC Bastia       | 63  | 26 | 11 | 4 | 11 | 53 | 55 | -2   |
| 10   | AS Cannes       | 60  | 26 | 9  | 7 | 10 | 41 | 44 | -3   |